# マークアップ (マーケティング)
マークアップ（Markup）とは原価に加えられる一定の利潤、利幅のこと。
原価と売価の差額が、原価に対して何％なのか、または売価に対して何％なのかというように、原価基準または売価基準の数値で表される。
例えば原価1000円の商品を1500円で売ったら、原価の50％がそのマークアップであり、売価の33.33％がマークアップであるといえる。